# Беньова (Україна)
Беньо́ва — село в Україні, у Самбірському районі Львівської області. Село розташоване на території регіонального ландшафтного парку «Надсянського». Населення становить 59 осіб. Орган місцевого самоврядування — Боринська селищна рада. Нинішнє село Беньова, є лише фрагментом історичного села, більша частина якого залишилась на польському боці кордону, населення якої було виселено протягом 1946-47 років, а будівлі спалені.

## Назва
6 вересня 2013 року селу повернено дорадянську назву — Верховна Рада України постановила перейменувати село Біньова на село Беньова.

## Географія
Беньова розташована за 16 кілометрів від районного центру, на заході центральної частини району, за кілометр від українсько-польського кордону. За 2,5 км на південний схід розташоване село Сянки, за 3 км на північний захід — Верхній Турів, за 5 км на схід — Верхнє. 
До Другої світової війни, більша і головна частина села розташовувалась на лівому березі річки Сян. Внаслідок встановлення кордону по річці в 1939 р. СРСР з Німеччиною (від 1945 р. — з Польщею) село було поділене державним кордоном, а лівобережна частина через вивезення в 1945 р. жителів до СРСР та акцію «Вісла» стала безлюдною.

## Населення
- 1880 — 361 (306 греко-католиків, 7 римо-католиків і 48 юдеїв)[3];
- 1921 — 582 мешканці (у 97 хатах), з яких 497 греко-католиків, 73 юдеї, 9 католиків та 3 євангеліста;
- 1939 — 870 мешканців, з них 755 українців, 25 поляків і 90 євреїв[4];
- 1989 — 72 (35 чол., 37 жін.)[5] (лише правобережна частина);
- 2001 — 59[6]. (правобережна частина).

## Церква

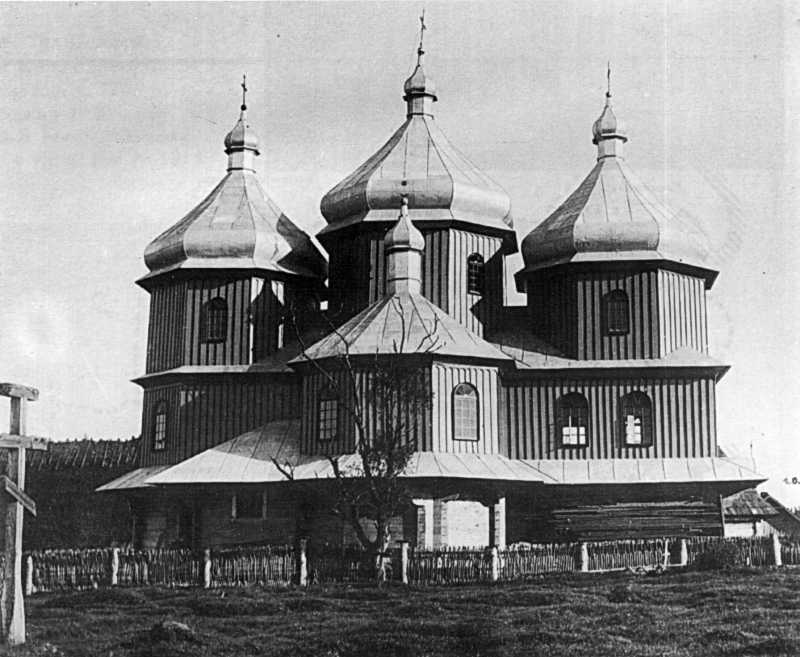
Церква села у 1909 році

Знаходилась на лівобережній частині, котра у післявоєнний період відійшла до Польщі, та була спалена.  В 1909 р. замість попередньої з 1779 р. була збудована нова парафіяльна дерев’яна церква святого Михаїла. Парафія включала також села Буковець і Сянки та входила до Височанського деканату (з 1924 р. — Турчанського) Перемишльської єпархії. В 1936 в селі було 784 греко-католики.

## Історія
Закріпачене в 1537 року Петром Кмітою на волоському праві. У 1709 р. село спалене шведським військом. До 1772 р. село знаходилося в Сяноцькій землі Руського воєводства.
У 1772-1918 рр. село було у складі Австро-Угорської монархії, у провінції Королівство Галичини та Володимирії, з 1867 р. село належало до Турківського повіту. В 1905 р. через село прокладена залізниця Ужгород-Самбір зі станцією в селі.
У 1919-1939 рр. — у складі Польщі. Село належало до Турківського повіту Станиславівського воєводства (з 1931 р. — Львівського воєводства), у 1934-1939 рр. входило до складу ґміни Сянкі. У 1939 р. село включене до СРСР, входило до Боринського району Дрогобицької області УРСР.
Після війни західна частина території села (на лівому березі Сяну) віддана Польщі.
Повоєнне життя села, яке залишилося в Україні, було важким. Постійні утиски комуністичного режиму були повсякденністю. Із здобуттям незалежності приходить занепад (молодь виїжджає в пошуках кращого життя). 